# الأثاربي
أبو الفوارس حمدان بن عبد الرحيم الأثاربي (ق. 1067 – 1147 م) كان طبيبًا ودبلوماسيًا وإداريًا وشاعرًا ومؤرخًا مسلمًا سوريًا كتب تاريخ الفرنجة، وهو سرد مبكر للحروب الصليبية من منظور إسلامي.

## الحياة
معظم ما يُعرف عن حياة الأثاربي مأخوذ من كتاب ابن العديم بغية الطالب في تاريخ حلب، وهو قاموس سيرة عن حلب. يتضمن مقتطفات من شعره. وُلد حوالي عام 1067 في قرية معرة الأثارب. انتقلت العائلة لاحقًا إلى قرية أتارب الكبرى. بعد أن غزا الفرنجة (أي الصليبيين) بلدته معرة الأثارب حوالي عام 1111، قام الأثاريبي بإدارة بعض الأراضي نيابة عن الغازين قبل مصادرة الفرنجيين لثروته.
انتقل الأثاريبي إلى حلب على الأرجح في أواخر القرن الثاني عشر الميلادي. درس الأدب عند أبي الحسن بن أبي جرادة. كما درس أيضًا علم الفلك والنحو والتاريخ والرياضيات والطب. ويصفه ياقوت بأنه طبيب. كان من ركائز المشهد الثقافي في حلب، حيث كان يستضيف الصالونات الأدبية وربما مجالس شرب.
خدم الأثاربي حكام حلب المحليين كدبلوماسي. ويذكر ابن العديم البعثات الدبلوماسية إلى الفرنجة، وإلى الخليفة الفاطمي الآمر بأحكام الله في مصر، وإلى الأتابك طغتكين الدمشقي، وإلى بغداد، دون تقديم تواريخ البعثات الثلاث الأولى، على الرغم من أنها ربما تكون مدرجة حسب الترتيب الزمني. وبحسب ابن ميسر، كان الأثاربي في مصر نيابة عن آق سنقر البرسقي سنة 1126م. ويروي ابن العديم قصة أن السلطان شك في كونه من طائفة الحشاشين قبل أن يطمئنه الأثاربي ببعض الشعر. كان في بغداد سنة 1145 م نيابة عن عماد الدين زنكي.
في مرحلة ما، كان الأثاريبي يدير الديوان من معرة النعمان، على الرغم من أنه ليس من الواضح ما إذا كان ذلك للفرنجة أو لحاكم حلب. في عام 1127، أثناء زيارته لقريته الأصلية، علم أن آلان سيد الفرنجة في أتارب، كان مريضًا ونجح في شفائه. كافأه الفرنج بقرية معربونية المهجورة (بالقرب من إدلب)، فزرعها وبنى فيها مسكنًا. (وقد اعتبر هذا في بعض الأحيان بمثابة علاقة إقطاعية). وعلى الرغم من أن الأثاربي استمر في العمل لصالح الحكام المسلمين في حلب، إلا أن محل إقامته الرئيس لبقية حياته كان معربونية. وكانت جميع الأماكن التي عاش فيها خارج حلب في منطقة الجزر بين حلب وأنطاكية.
توفي الأثاربي سنة 1147م عن عمر يناهز الثمانين.

## الأعمال
ينتمي الأثاربي إلى بني تميم ويدعي أنه ينحدر من بطلهم الجاهلي حاجب بن زرارة. ويقال أنه كتب سجلات أيام تميم. قام بتأليف ديوان شعر خاص به، حيث كانت لدى ابن العديم مخطوطة مكتوبة بخط يده. ويستشهد بقصيدة يرد فيها الأثاربي على الانتقادات التي وجهها إليه ابن أبي جرادة بسبب عيشه طوعًا تحت حكم الفرنجة
أشهر أعمال الأثاربي هو التاريخ المفقود الذي وصفه ابن العديم بأنه "تاريخ حلب من سنة 1096 م، وفيه روايات عن الفرنج وأعمالهم وخروجهم إلى الشام في السنة المذكورة وما حدث بعدها". العنوان الذي أطلقه ابن العديم على العمل يُقرأ بصورة مختلفة باسم (المُفَوَّض) أو (الرفيع). غير أن ابن ميسر يذكر عملا بعنوان (سيرة الإفرنج الخارجين إلى بلاد الإسلام في حديث سنين). يُعتقد عمومًا أن هذين العملين هما نفس العمل، على الرغم من أن بول كوب يزعم أن الأول مجرد سجل لمدينة حلب بينما كان الأخير تاريخًا أدبيًا أكثر للفرنجة على وجه التحديد. عندما يستشهد ابن العديم بقصة من أخبار الفرنجة، فهو يقتبس العمل الأخير وليس الأول. ربما استخدم العظيمي أخبار الفرنجة كمصدر.
يبدو أن كتاب تاريخ الفرنج الذي كتبه الأثاربي هو "التاريخ الإسلامي المعاصر الوحيد للحروب الصليبية والوجود اللاتيني في بلاد الشام" الذي كُتب على الإطلاق.   يصف بول كوب هذا الأمر بأنه "مجاز في الكتابة عن حمدان أن المؤلفين المعاصرين يجب أن يحزنوا على فقدان هذا العمل" ويستنتج بعد التدقيق في الأجزاء التي نجت أنه "لا يزال من المناسب أن نحزن على فقدان أعماله".